# ダニー・ピノ
ダニー・ピノ（Danny PinoもしくはDaniel Pino、1974年4月15日 - ）は、アメリカ合衆国の俳優。フロリダ州マイアミ出身。キューバ系のアメリカ人である。

## 経歴
フロリダ国際大学で演劇を学び、1996年に卒業。更に奨学金を受けてNYUの大学院で学んだ。
修了後は舞台を中心に活動。2001年秋にThe WBが新番組として放送したMen, Women & Dogsでテレビデビュー。番組は短命で終わっている。2002年にウエスト・エンドの舞台Up for Grabsに主演のマドンナ自身から彼女の相手役として抜擢された。2003年にFXネットワークの『ザ・シールド』の数話にゲスト出演、ルシル・ボールの生涯を描いたテレビ映画Lucyでは彼女の最初の夫であるデジ・アーナズを演じた。
そして、その同年よりスタートしたCBSのテレビシリーズ『コールドケース 迷宮事件簿』にスコッティ・ヴァレンズ役でレギュラー出演していた。2011年には、NBCの長寿シリーズ『LAW & ORDER:性犯罪特捜班』に、12年出演していたクリストファー・メローニの代役として同番組のメインキャストに抜擢された。
映画は2005年のサンダンス映画祭に出品されたインディーズ映画Betweenでデビュー。他、アンディ・ガルシアが監督したThe Lost Cityや20世紀FOXが製作したアリソン・ローマン主演の 『マイ・フレンド・フリッカ』 などにも出演した。

### 私生活
私生活では2002年に結婚、2006年と2007年に息子が生まれている。

## 出演作品

### 映画
| 公開年 | 邦題 原題                                                      | 役名                 | 備考           |
| ------ | -------------------------------------------------------------- | -------------------- | -------------- |
| 2005   | ザ・カオス Rx                                                  | カルロス             |                |
| 2006   | マイ・フレンド・フリッカ Flicka                                | ジャック             |                |
| 2008   | あの日、欲望の大地で The Burning Plain                         | サンティアゴ         |                |
| 2009   | 2ROOMS トゥー・ルームス Across the Hall                        | テリー               |                |
| 2010   | バレット・ライン Across the Line: The Exodus of Charlie Wright | ガブリエル           | ビデオ作品     |
| 2020   | ファタール Fatale                                              | カーター・ヘイワード | 日本劇場未公開 |

### テレビシリーズ
| 放映年    | 邦題 原題                                                  | 役名                   | 備考          |
| --------- | ---------------------------------------------------------- | ---------------------- | ------------- |
| 2001-2002 | Men, Women & Dogs                                          | Clay                   | 13エピソード  |
| 2003      | ザ・シールド ルール無用の警察バッジ The Shield             | Armadillo Quintero     | 4エピソード   |
| 2003-2010 | コールドケース 迷宮事件簿 Cold Case                        | スコッティ・ヴァレンズ | 151エピソード |
| 2007      | CSI:ニューヨーク CSI: NY                                   | スコッティ・ヴァレンズ | 1エピソード   |
| 2010      | バーン・ノーティス 元スパイの逆襲 Burn Notice              | アダム・スコット       | 1エピソード   |
| 2011-2015 | LAW & ORDER:性犯罪特捜班 Law & Order: Special Victims Unit | ニック・アマーロ       | 94エピソード  |
| 2014-2015 | シカゴ P.D. Chicago P.D.                                   | ニック・アマーロ       | 2エピソード   |
| 2016      | ブレインデッド BrainDead                                   | ルーク・ヒーリー       | 13エピソード  |
| 2017-2018 | GONE/ゴーン Gone                                           | ジョン・ビショップ     | 12エピソード  |
| 2018      | Mayans M.C.                                                | ミゲル・ガリンド       | 10エピソード  |

## 参照
1. ↑  “Cold Case's Danny Pino, Wife Have a Son”. People.com.